# Компенсационные выплаты
Компенсацио́нные вы́платы — денежные выплаты, один из трёх элементов заработной платы работника, состоящий из доплат и надбавок компенсационного характера.

## Определение
Согласно статье 129 ТК РФ компенсационные выплаты — это один из трёх элементов заработной платы работника, состоящий из:
- доплат и надбавок компенсационного характера, в том числе за работу в условиях, отклоняющихся от нормальных, работу в особых климатических условиях и на территориях, подвергшихся радиоактивному загрязнению;
- иных выплат компенсационного характера.

Согласно БСЭ компенсационные выплаты — это выплаты с целью возмещения расходов работника при выполнении своих трудовых функций.

## Виды компенсационных выплат
Компенсационные выплаты:
- выплаты в связи со служебными командировками (суточные, расходы на проезд, оплата жилья);
- единовременные пособия (подъемные при переводе на работу в другую местность, оплата спецодежды, если работник приобрёл её за свой счёт).

Компенсационные выплаты различаются:
1. по периодичности выплаты (единовременные, ежемесячные, ежегодные);
2. определения их размера (устанавливаемые в твердой сумме, в процентном отношении к стоимости натурального вида обеспечения, в размере понесенных затрат - с установлением предельного ограничения по размеру выплаты, либо без такого ограничения);
3. субъектам-получателям (трудоспособные и нетрудоспособные граждане, граждане, относящиеся к отдельным социальным категориям);
4. характеру оснований, в связи с которыми предоставляются компенсационные выплаты;
5. видам нормативных правовых актов, которыми они устанавливаются (законы и подзаконные акты).

## Компенсации в системе социального обеспечения

### Выплаты на детей
Выплата на детей выделялась женщинам или мужчинам, находящимся дома по уходу за ребенком в его возрасте с 1,5 до 3 лет в размере 50 руб. в 1994—2019 годах и никогда не индексировалась. Компенсация выплачивалась либо работодателем родителя (или иного лица), либо государством, если гражданин, получающий пособие, официально нигде не работал. С 1 января 2020 года выплата была отменена, но её смогут и дальше получать родители детей, родившихся до 1 января 2020 года.

### Компенсации по уходу за нетрудоспособными
Выплата осуществляется семьям, в которых присутствует инвалид I группы, или лицо старше 80 лет, которое нуждается в постороннем уходе. Примечательно, что компенсация полагается только тому члену семьи, который берет на себя обязанности по ежедневному обслуживанию, в связи с чем физически не может выйти на работу. Такая компенсационная выплата предоставляется на каждого нетрудоспособного члена семьи (инвалида или лица преклонного возраста).

### Выплаты пенсионерам
В конце 2016 года был принят законопроект, в котором ежегодную инфляционную индексацию заменят единовременной выплатой в размере 5000 руб..

### Выплаты инвалидам
- Инвалиды по зрению, которые обеспечиваются собакой-проводником, получают ежегодную компенсацию расходов на ее содержание
- Компенсации за самостоятельно приобретенные технические средства реабилитации
- Инвалиды, проживающие в районах Крайнего Севера, 1 раз в 2 года вправе рассчитывать на компенсацию расходов на проезд к месту отдыха

### Компенсация вынужденным переселенцам
Лицам, которые получили официальный статус вынужденного переселенца, полагаются следующие компенсации: 
- единовременное денежное пособие;
- компенсация на приобретение билетов и перевозки имущества;
- предоставление временного жилья.

### Платежи участникам техногенных аварий
Гражданам, подвергшимся воздействию радиации вследствие катастрофы на Чернобыльской АЭС полагаются следующие ежемесячные выплаты:
- За получение инвалидности при ликвидации последствий аварии  (1,2,3 группы). В случае смерти участника ликвидации этот платеж продолжают получать его иждивенцы в размере, соответствующем их доле в общей сумме выплаты за вычетом доли кормильца.
- На питание, в т. ч. на питание детей до 14 лет.
- Возмещение вреда здоровью
- За проживание на территории аварии
- За продолжение работы на территории аварии
- За потерю кормильца
- На питание малолетних детей
- На питание обучающихся и преподающих в образовательных учреждениях на территории аварии

Для каждой из групп выплат приведены свои наборы документов, обосновывающих право на получение компенсации, и особенности их предоставления.
К ежегодным выплатам также относятся компенсации за:
- вред здоровью (для получивших инвалидность или лучевую болезнь)
- вред здоровью (для временно находившихся в зоне аварии);
- оздоровление;
- потерю кормильца детям.

Единовременно выплачивают:
- пособие по переезду в другое место жительства;
- возмещение расходов на переезд;
- возмещение вреда от аварии, выразившегося в наступлении инвалидности: (1,2,3 группы).

### Компенсации военнослужащим и членам их семей
Компенсационные выплаты военнослужащим предусмотрены в случае:
- Увольнения военнослужащего, признанного непригодным к дальнейшей службе
- Приобретения инвалидности на службе (1,2,3 группы).

Компенсационные выплаты членам семей военнослужащих предусмотрены в случае:
- Смерти военнослужащего, связанной с исполнением им воинских обязанностей;
- После смерти инвалида, получившего инвалидность при выполнении воинских обязанностей

## Компенсационные выплаты и пособия
Компенсации в юридической науке либо рассматриваются как новый самостоятельный вид социального обеспечения, либо отождествляются с пособиями.
В. С. Андреев высказал идею о том, что все денежные выплаты нуждающимся гражданам, не являющиеся пенсиями, следует относить к пособиям. И так как в то время законодательство о социальном обеспечении не предусматривало других денежных выплат кроме пенсий и пособий, точка зрения представлялась обоснованной.
Компенсации впервые появляются в социально-обеспечительном законодательстве в 1990-х годах С. Б. Цветков полагает, что компенсационные выплаты близки по своим целям и правовой природе к пособиям. Их отличие он видит в следующем:
1. пособия назначаются на основании федеральных законов, а компенсационные выплаты — на основании подзаконных актов;
2. размер пособий значительно выше размеров компенсационных выплат.